# Emil Bednarek
Emil Bednarek, né le 20 juillet 1907 à Königshütte en Haute-Silésie et mort le 27 février 2001 à Waldsassen dans le Haut-Palatinat, était un prisonnier de fonction et doyen de camp dans le camp de concentration d'Auschwitz I et plus tard aussi dans le camp de concentration d'Auschwitz II,.

## Vie
Emil Bednarek est le fils d'un mineur. Après avoir fréquenté l'école primaire, il travailla dans les mines de charbon de 1920 à 1927 et suivit un apprentissage commercial grâce à des cours du soir. Il fut contraint de servir dans l'armée polonaise à partir de 1927 et fut ensuite au chômage. Ce n’est qu’en 1931 que Bednarek trouve un emploi de commis commercial dans une société minière. Il s'est ensuite marié le 1er mai 1933 à Elfriede Sporcic, avec laquelle il a conçu deux enfants.
En septembre 1939, lors de l' invasion de la Pologne, il doit s'engager avec l'armée polonaise. Bednarek a déserté pour rejoindre les Allemands. Il retrouve ensuite un emploi de commis de commerce dans une briqueterie. Après un raid majeur à la mi-avril 1940, Bednarek fut arrêté par la Gestapo, soupçonné d'appartenir à une organisation de résistance polonaise.
Après une brève période de détention provisoire, Bednarek fut envoyé au camp de concentration d'Auschwitz le 6 juillet 1940 en tant que prisonnier politique sous le numéro d'enregistrement 1325. En octobre 1940, Bednarek, en tant que Volksdeutsche, fut employé par les SS comme fonctionnaire prisonnier et servit initialement dans le camp principal ( notamment comme fonctionnaire prisonnier dans la compagnie d'éducation). Il travailla à partir de mars 1942 comme ancien de bloc à Auschwitz-Birkenau. Il a finalement été chef de bloc pour la compagnie pénitentiaire du camp pour hommes d'Auschwitz-Birkenau.
Dans le cadre de l'évacuation du camp de concentration d'Auschwitz-Birkenau, Bednarek a conduit un groupe d'enfants polonais au camp de concentration de Mauthausen en janvier 1945. C'est là que Bednarek a vécu la libération par l' armée américaine et la fin de la guerre.

## Période d'après-guerre
Après la libération, Bednarek retourne brièvement à Königshütte, puis s'installe à Schirnding en Franconie, où, fin 1945, il se propose à l'administration militaire américaine comme administrateur de la société Trautwein et occupe ce poste jusqu'en 1947. Il a ensuite ouvert un restaurant de gare à Schirnding et plus tard un kiosque. À Schirnding, on savait qu'il avait été prisonnier à Auschwitz et les autorités lui ont accordé une indemnité. À Riederau am Ammersee, il s'est acheté en juillet 1959, après avoir gagné à la loterie plus de 15 000 Deutsche Mark, une propriété sur laquelle il y avait une maison d'hôtes et une épicerie. Peu de temps après, il vendit à nouveau la propriété en raison d'un manque de personnel. Il est ensuite retourné à Schirnding et a travaillé comme comptable dans l'épicerie qu'il avait louée à sa partenaire Frieda Thoma. Sa femme et leurs enfants vivaient en Pologne.

## Arrestation, procès et condamnation
Deux survivants polonais d'Auschwitz, qui rentraient en Pologne après avoir été interrogés par le parquet de Francfort, ont reconnu Bednarek au poste frontière de Schirnding en 1960. Le parquet de Francfort, informé, a exécuté le mandat d'arrêt émis précédemment en novembre 1960.
Lors du 1er procès d'Auschwitz (aussi appelé procès de Francfort), qui s'ouvrit le 20 décembre 1963 à Francfort-sur-le-Main, il fut condamné en août 1965 à la réclusion à perpétuité, pour 14 chefs d'accusation de meurtre, et privé de ses droits civiques à vie.
Au cours du procès, Bednarek a été incriminé par de nombreux témoins. On dit que Bednarek battait les prisonniers de son bloc si violemment, même pour les infractions les plus légères, que certains d'entre eux en mouraient,.
Bednarek a été libéré de la prison de Butzbach en 1975 après une demande de clémence. Les survivants polonais d'Auschwitz ont également soutenu la demande de clémence, soulignant la survie des enfants polonais lors du transport d'évacuation vers Mauthausen.